# Vajskovský vodopad
Vajskovský vodopad (pol. Wodospad Wajskowski) – naturalny wodospad w grupie górskiej Niżnich Tatr na Słowacji. Leży w granicach Parku Narodowego Niżne Tatry, na terenie rezerwatu przyrody Skalka.
Wodospad utworzył się na Wajskowskim Potoku, w górnej części Doliny Wajskowskiej, po południowej stronie głównego grzbietu niżnotatrzańskiego. Znajduje się na wysokości ok. 1300 m n.p.m., mniej więcej w linii spadu przełęczy Poľany. Ma formę systemu łączących się kolejnych kaskad o łącznej wysokości 9 m. Woda spada tu z rumowiska wielkich bloków skalnych, będących pozostałością sedymentów pochodzenia polodowcowego z okresu młodszego plejstocenu, wypełniających dno doliny. Wodospad znajduje się w strefie górnej granicy lasu, jest obrośnięty krzewami i roślinnością zielną.
Doliną Wajskowską, prawie do samego podnóża wodospadu, prowadzi znakowany kolorem  zielonym szlak turystyczny z miejscowości Dolná Lehota (długość 13,5 km, czas dojścia ok. 4 h 20 m). Do lat 80. XX w. szlak ten szedł dalej powyżej wodospadu, aż na Krížske sedlo.